# Dietrich Wilhelm Heinrich Busch

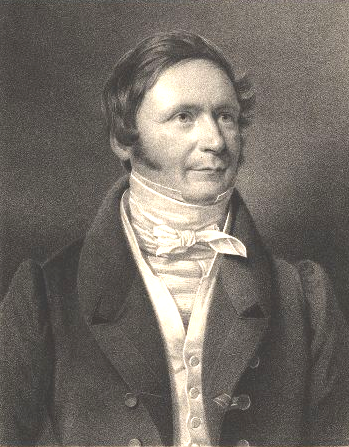
Dietrich Wilhelm Heinrich Busch

Dietrich Wilhelm Heinrich Busch (auch Wilhelm Busch; * 16. März 1788 in Marburg; † 15. März 1858 in Berlin) war ein deutscher Chirurg und Geburtshelfer.

## Leben und Wirken
Dietrich Wilhelm Heinrich Busch wurde in einer Marburger Arztfamilie geboren. Sein Großvater Johann Jakob Busch und sein Vater Johann David Busch waren Professoren an der Universität Marburg. Dietrich Wilhelm Busch studierte ab 1804 an der Marburger Universität ebenfalls Medizin. 1808 wurde er dort bei seinem Vater promoviert. Zwischen 1806 und 1814 war er mehrfach als Chirurg in Lazaretten tätig. 1814 wurde Busch zum Generalstabsarzt des hessischen Armeecorps und zum außerordentlichen Professor für Chirurgie, sowie 1817 zum ordentlichen Professor an der Universität Marburg ernannt. Nach Ende der Napoleonischen Kriege widmete er sich mehr und mehr der Geburtshilfe, so dass er 1820 zum Professor für Geburtshilfe berufen wurde. In dieser Eigenschaft war er auch Direktor der geburtshilflichen Klinik. 1827 war er Prorektor und damit Leiter der Universität.
Nach dem Tod von Adam Elias von Siebold (1775–1828) wurde Dietrich Wilhelm Busch als dessen Nachfolger 1829 an die Friedrich-Wilhelms-Universität Berlin berufen. Franz Naegele (1778–1851) aus Heidelberg hatte den Ruf zuvor abgelehnt. Zu Buschs Schülern gehörten in Berlin Carl Siegmund Franz Credé, Karl von Hecker und Bernhard Sigmund Schultze. Er war fünfmal Dekan, sowie von 1835 bis 1836 und 1849 bis 1850 Rektor der Berliner Universität. Unter Buschs Direktorat zog die Geburtsklinik von der Oranienburger Straße in die Dorotheenstraße um. Er leitete die Klinik für Geburtshilfe bis zu seinem Tode kurz vor Vollendung des 70. Lebensjahres. Zu seinem Nachfolger wurde Eduard Arnold Martin (1809–1875) aus Jena berufen.
Der Chirurg Karl David Wilhelm Busch war der Sohn von Dietrich Wilhelm Heinrich Busch.

## Freimaurerei
Busch ist 1812 in die Marburger Freimaurerloge Marc Aurel zum flammenden Stern aufgenommen worden, in der auch sein Vater Mitglied war; er fungierte zeitweise als deren Meister vom Stuhl. Später ist er der Loge Zum Pilgrim in Berlin beigetreten. Ab 1834 war er für 15 Jahre Landes-Großmeister der Großen Landesloge der Freimaurer von Deutschland.

## Schriften (Auswahl)
- Einrichtung der geburtshülflichen Klinik in der Akademischen Entbindungs-Anstalt zu Marburg. Dissertation, Universität Marburg 1808
- Observata quaedam de febre puerperali. Marburg 1927
- Lehrbuch der Geburtskunde. Marburg 1829
- Die theoretische und praktische Geburtskunde durch Abbildungen erläutert. Hierzu ein Atlas von 50 Steindrucktafeln in Folio. 1838
- Das Geschlechtsleben des Weibes in physiologischer, pathologischer und therapeutischer Hinsicht. 5 Bände, 1839–1844
- Atlas geburtshülflicher Abbildungen mit Bezugnahme auf das Lehrbuch der Geburtskunde. 1841
- mit A. Moser: Handbuch der Geburtskunde in alphabetischer Ordnung. 4 Bände, 1840–1843